# نامه یهودا
نامه یهودا هشداری است دربارهٔ معلّمان دروغینی که مدعی ایمان به مسیح بودند. محتوای این نامه کوتاه، شبیه نامهٌ دوّم پِطرُس است. یهودا مخاطبانش را تشویق می‌کند که برای حفظ ایمان و اعتقادی که یک بار برای همیشه به مؤمنان سپرده شده‌است، مجاهده کنند.

## نگارندۀ نامه
باید توجه داشت که نگارندۀ این رسالۀ مقدس، با یهودا اسخریوطی که جزو دوازده حواری عیسی‌مسیح بود اما در نهایت به عیسی‌مسیح خیانت کرد، اشتباه نشود.
اول اینکه باید توجه کرد که در بین حواریون، دو شخص با نام‌های یهودا وجود داشتند:
1. یهودا (معروف به تادئوس)
2. یهودا اسخریوطی.

دوم اینکه عیسی‌مسیح برادرانی -یا برادرخواندگانی- با نام‌های یعقوب و یهودا داشته است که طبق سنت مسیحی، فرزندان مریم مقدس نبودند، بلکه جزو بستگان فامیلی عیسی بوده‌اند، چرا که واژۀ "برادر" در فرهنگ یهودیت و همینطور مسیحیت نخستین و در کتاب مقدس، معنای وسیع‌تری از صرفاً برادر ژنتیکی دارد. برای مثال، در کتاب مقدس، ابراهیم برادرزادۀ خود یعنی لوط را، برادر خود می‌خواند.
در نهایت، یهودای نگارندۀ این رساله، آن طور که خود را در ابتدای رساله معرفی نموده، برادرِ یعقوب می‌باشد. از سوی دیگر، از این نحوۀ معرفی عموماً نتیجه گرفته می‌شود که "یعقوب" در بین مخاطبان رساله، شخصیت شناحته شده و معتبر بوده است. به همین دلیل غالباً "یعقوب" نام برده در رسالۀ یهودا را همان نگارندۀ "رسالۀ یعقوب" و برادرخواندۀ عیسی‌مسیح دانسته‌اند که جزو رهبران اصلی کلیسای اولیۀ اورشلیم بود و -آن طور که پولس می‌نویسد- به عنوان ستون‌های کلیسا شناخته می‌شد.
محققان اما همچنین به این سوال پرداخته‌اند، که اگر یهودا (نگارندۀ رسالۀ یهودا) و یعقوب (نگارندۀ رسالۀ یعقوب)، برادرخواندگان عیسی‌مسیح بودند، چرا خود را به وضوح با عنوان "برادر عیسی" معرفی نکرده‌اند، بلکه یهودا خود را فقط "برادر یعقوب" خوانده است؟ یکی از پاسخ‌هایی که به این سوال مطرح شده این است که به دلیل قداست عیسی‌مسیح و هم رده قرار ندادن عیسی‌مسیح با یعقوب است که باعث می‌شود یهودا خود را "برادر یعقوب" اما "خدمتگزار عیسی مسیح" بخواند.

## یک نکته بارز در محتوا
در این رساله، به صورت جدی نسبت به رخنۀ بدعت‌ها و ریشه گرفتن فساد در جامعۀ مسیحی و کلیسا هشدار داده شده است. در این رسالۀ مسیحی به صورت خاص به انحراف جنسی اهالی شهرهای «سدوم و عموره» یا همان «قوم لوط» که در تورات ذکر شده، اشاره شده است و اینکه افرادی که همچون قوم لوط عمل می‌کنند، گناهکارانی هستند که در روز داوری، محکوم خواهند شد. اشاره به این موضوع در این رساله حائز اهمیت است، چرا که نشان‌دهندۀ تأکید بر گناه و فساد شهرهای سدوم و عموره -قوم لوط- به سبب اعمال همجنسگرایانۀ آنان است و -برخلاف آنچه که حامیان همجنسگرایی ادعا می‌کنند- صرفاً بی‌احترامی به افراد غریبه و مهمان‌پذیر نبودن آنان نبود. به این ترتیب طبق آموزۀ رسالۀ یهودا اعمال همجنس‌گرایانه یک گناه و فساد اخلاقی است.

## تقسیم‌بندی کلّی
۱ - مقدمه (۱–۲)
۲ - شخصیت و تعلیم معلّمان دروغین و محکومیت آنان (۳–۱۶)
۳ - دعوت به حفظ ایمان (۱۷–۲۳)
۴ - دعای برکت و خاتمه (۲۴–۲۵)